# Eckhard Müller-Mertens

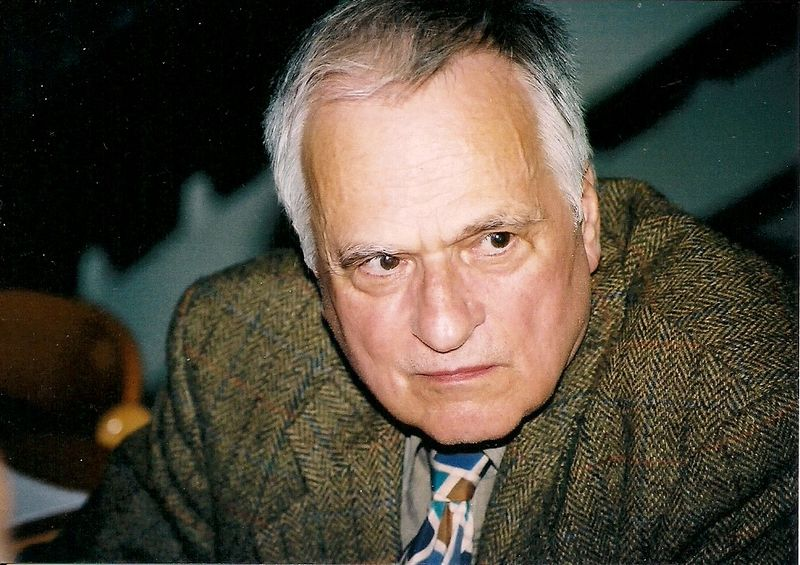
Eckhard Müller-Mertens aufgenommen im Jahr 2011 von Werner Maleczek.

Eckhard Müller-Mertens (* 28. August 1923 in Berlin; † 14. Januar 2015 ebenda) war ein deutscher Historiker. Er gilt als einer der bedeutendsten Vertreter der Mediävistik in der DDR. Seine Arbeiten zu den Herrschaftsstrukturen des mittelalterlichen deutschen Reiches im 10. und 11. Jahrhundert, zum Feudalismus und zur hansischen Geschichte hatten erheblichen Einfluss in der Fachwelt.

## Leben
Eckhard Müller-Mertens stammte aus einem kommunistischen Elternhaus. Sein Vater war KPD-Funktionär, seine Mutter Lehrerin. Die Ehe seiner Eltern scheiterte 1930. Sein Vater emigrierte nach der „Machtergreifung“ im Oktober 1933 über Dänemark nach Schweden. Seine Mutter wurde im selben Jahr wegen ihrer ehemaligen KPD-Mitgliedschaft aus dem Schuldienst entlassen. Die Familie lebte fortan in finanzieller Not und Angst. Müller-Mertens absolvierte zunächst von 1939 bis 1941 eine kaufmännische Lehre. Im Zweiten Weltkrieg war er Soldat in der Wehrmacht und wurde bei der Marineflak in Norwegen eingesetzt. Er geriet in britische Kriegsgefangenschaft. In Oslo legte er 1945 das Abitur ab. Das Ende des Zweiten Weltkriegs empfand er nicht als Befreiung, sondern nahm die deutsche Teilung seit 1949 als tiefes Unrecht wahr. Dafür machte er die Alliierten und die Bundesrepublik verantwortlich. Über die von Deutschen begangenen Verbrechen fand Müller-Mertens keine kritischen Worte. Den Holocaust ignorierte er ganz.
Nach dem Krieg war er zunächst als Bahnpolizist tätig und studierte von 1946 bis 1951 Geschichte, Soziologie und Philosophie an der Humboldt-Universität zu Berlin. Müller-Mertens wurde Mitglied der SED. Im Jahr 1951 wurde er an der Humboldt-Universität zu Berlin promoviert bei Fritz Rörig über die Hufenbauern und Herrschaftsverhältnisse in brandenburgischen Dörfern nach dem Landbuch Karls IV. von 1375. Bereits 1952 hielt er an der Humboldt-Universität eine Vorlesung zur Geschichte des Mittelalters. Er gehört damit zu jenen marxistischen Historikern, die dieses Fach als erste an einer Universität der DDR lehrten. 1953 übte er auch eine Lehrtätigkeit an der Pädagogischen Hochschule Potsdam aus. 1956 erfolgte in Berlin bei Heinrich Sproemberg und Fritz Hartung die Habilitation mit einer Arbeit zur Geschichte der brandenburgischen Städte im Mittelalter. Anschließend lehrte er vier Jahre als Dozent in Berlin und wurde 1960 Professor mit Lehrauftrag für die Geschichte des Mittelalters an der Humboldt-Universität. Im Jahr 1964 wurde er Professor mit vollem Lehrauftrag. 1988 wurde er emeritiert. Zu seinen akademischen Schülern gehörte unter anderem Wolfgang Huschner. Im Dezember 1989 trat Müller-Mertens aus der SED aus. Müller-Mertens selbst äußerte im Frühjahr 1993, dass er sich schon seit Jahrzehnten innerlich von der SED gelöst habe.
Müller-Mertens nahm 1960 in Stockholm, 1965 in Wien und 1970 in Moskau an internationalen Historikerkongressen teil. Von 1966 bis 2001 war er Leiter der Arbeitsstelle Monumenta Germaniae Historica bei der Akademie der Wissenschaften der DDR bzw. Berlin-Brandenburgischen Akademie der Wissenschaften. Im Jahr 1963 wurde er in den Vorstand des Hansischen Geschichtsvereins gewählt. Von 1966 bis 1990 war er als Nachfolger von Heinrich Sproemberg Leiter der Hansischen Arbeitsgemeinschaft der Historiker-Gesellschaft der DDR. Müller-Mertens setzte sich nach der Wende von 1989/90 dafür ein, dass nach 35 Jahren die Hansische Arbeitsgemeinschaft in der DDR aufgelöst und mit dem Hansischen Geschichtsverein wiedervereinigt wurde. Seit 1990 gehörte Müller-Mertens der Zentraldirektion der Monumenta Germaniae Historica als ordentliches Mitglied an. 1987 wurde er mit dem Nationalpreis der DDR III. Klasse ausgezeichnet. 2001 ehrten ihn die Monumenta Germaniae Historica mit einer Festschrift. Im Rahmen eines Kolloquiums wurde Müller-Mertens im selben Jahr die Goldene Doktorurkunde überreicht.

## Forschungsschwerpunkte

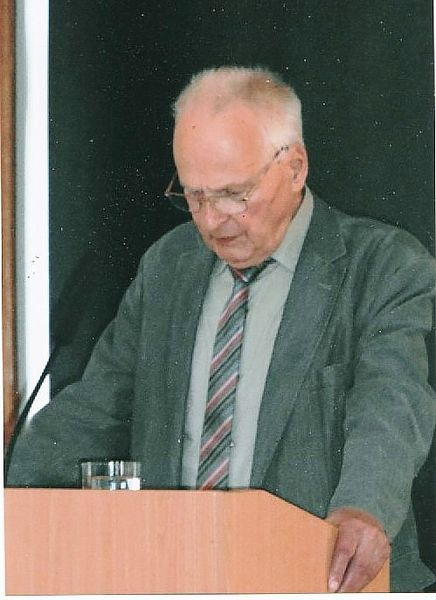
Eckhard Müller-Mertens beim Vortrag zum Kolloquium anlässlich seines 90. Geburtstages aufgenommen von seiner Frau am 14. September 2013.

Müller-Mertens beschäftigte sich mit den Strukturen und dem Funktionieren des Reiches im 10. und 11. Jahrhundert, mit Geschichtstheorie und Historiographie, mit der brandenburgischen und berlinischen Landesgeschichte des späten Mittelalters und mit Karl IV. von Luxemburg und Böhmen sowie der Hansegeschichte.
Von Müller-Mertens stammen die grundlegenden Itinerarstudien Die Reichsstruktur im Spiegel der Herrschaftspraxis Ottos des Großen und Reichsintegration im Spiegel der Herrschaftspraxis Kaiser Konrads II. Diese Arbeiten haben aufgrund ihres methodischen Herangehens und ihrer gesicherten Ergebnisse große Beachtung und internationale Anerkennung gefunden. Müller-Mertens verbesserte die ältere Methode in der Königsitinerarforschung, indem er nicht nur die Aufenthaltsorte, sondern auch die Landschaften miteinbezog und die Aufenthaltsorte in ihrer Dauer und Abfolge von einem Gebiet in das andere verfolgte. Bei den Aufenthalten berücksichtigte er auch die Aufenthaltsdauer. Dazu stellte er Überlegungen über Straßen und Reisegeschwindigkeiten an. Mit Hilfe seiner Methode konnte er bei Otto I. statt bislang 3 % jetzt etwa 60 % des gesamten Itinerars erfassen. In seiner Analyse der Struktur des ottonischen Reiches hat Müller-Mertens mit den „Zentral- und Kernlandschaften“, den „Durchzugsgebieten“ und den „Fernzonen“ drei Typen von Regionen unterschieden. Nach Carlrichard Brühl habe Müller-Mertens mit diesem methodischen Neuansatz „eine quellennähere Interpretation des Königsitinerars“ geliefert und die Itinerarforschung auf neue Grundlagen gestellt. Kritisch äußerte sich Michael Borgolte. Er sah in diesem methodischen Vorgehen „Züge des Positivismus“, der zu einem „Objektivismus“ aus dem Historischen Materialismus herrühre. Müller-Mertens’ Arbeit über Otto I. wurde für weitere Herrscher von anderen Historikern fortgesetzt: für Arnulf von Kärnten von Elfie-Marita Eibl, für Otto II. von Dirk Alvermann und für Konrad II. von Wolfgang Huschner.
Grundlegend wurde auch Müller-Mertens’ 1970 veröffentlichte Studie über die mittelalterlichen Bezeichnungen des deutschen Reiches (Regnum Teutonicum). Ihm ging es darum, „wie sich die deutsche Vorstellung des Reiches einbürgerte, wer ihre Träger und was deren Beweggründe waren, ihre Auffassung des Reiches am deutschen Volk zu bilden bzw. das Reich auf das deutsche Volk zu beziehen.“ Müller-Mertens stellte alle Zeugnisse für ein Regnum Teutonicum zusammen mit dem Ergebnis, dass die Bezeichnung im 11. Jahrhundert in Italien aufkam und sich dann allmählich durchsetzte. Vor allem von Papst Gregor VII. wurden die Begriffe deutsches Reich und deutscher König, Reich und König der Deutschen in den Auseinandersetzungen mit dem universalen Herrschaftsanspruch Heinrichs IV. verstärkt verwendet. Zur Reichsbezeichnung regnum Teutonicorum zum Jahr 920 in den Salzburger Annalen, die allein in einer Handschrift der Admonter Stiftsbibliothek aus der Mitte des 12. Jahrhunderts überliefert sind, stellte Müller-Mertens nach einer eingehenden Analyse fest, dass es sich um ein „Zeugnis von mehr als zweifelhafter Originalität“ handele.
Trotz seines marxistischen Weltverständnisses konnten sich seine Werke in den Leitdarstellungen der DDR-Geschichtswissenschaft nicht durchsetzen. In seiner autobiographischen Selbstbefragung Existenz zwischen den Fronten. Analytische Memoiren oder Report zur Weltanschauung und geistig-politischen Einstellung (2011) setzte sich Müller-Mertens mit seinem Wirken als Historiker in der DDR auseinander.

## Schriften
Ein Schriftenverzeichnis erschien in: Evamaria Engel, Konrad Fritze, Johannes Schildhauer (Hrsg.): Hansische Stadtgeschichte – brandenburgische Landesgeschichte (= Abhandlungen zur Handels- und Sozialgeschichte. Bd. 26). Böhlau, Berlin 1989, ISBN 3-7400-0071-6, S. 265–269.
Aufsatzsammlungen
- Ausgewählte Schriften in fünf Bänden. Leipziger Universitätsverlag, Leipzig 2014–
  - Band 1: Römisch – Deutsch, Römisch-Deutsch. Forschungen zum mittelalterlichen Reich. Leipziger Universitätsverlag, Leipzig 2014, ISBN 978-3-86583-820-9.
  - Band 2: Studien zur Berliner und Brandenburgischen Geschichte. Leipziger Universitätsverlag, Leipzig 2017, ISBN 978-3-86583-821-6.
  - Band 3: Schriften zur Stadtgeschichte. Leipziger Universitätsverlag, Leipzig 2018, ISBN 978-3-86583-822-3.
  - Band 4: Schriften zu Monumenta Germaniae Historica, Constitutiones und Kaiser Karl IV. Leipziger Universitätsverlag, Leipzig 2020, ISBN 978-3-86583-823-0.

Monographien
- Karl der Große, Ludwig der Fromme und die Freien. Wer waren die liberi homines der karolingischen Kapitularien (742/743–832)? Ein Beitrag zur Sozialgeschichte und Sozialpolitik des Frankenreiches. Akademie-Verlag, Berlin 1963.
- Regnum Teutonicum. Aufkommen und Verbreitung der deutschen Reichs- und Königsauffassung im früheren Mittelalter (= Forschungen zur mittelalterlichen Geschichte. Bd. 15). Akademie-Verlag, Berlin 1970. In Lizenz auch bei Böhlau, Wien u. a. 1970, ISBN 3-205-00502-3.
- Die Reichsstruktur im Spiegel der Herrschaftspraxis Ottos des Großen. Mit historiographischen Prolegomena zur Frage Feudalstaat auf deutschem Boden, seit wann deutscher Feudalstaat? (= Forschungen zur mittelalterlichen Geschichte. Bd. 25). Akademie-Verlag, Berlin 1980.
- mit Wolfgang Huschner: Reichsintegration im Spiegel der Herrschaftspraxis Kaiser Konrads II. (= Forschungen zur mittelalterlichen Geschichte. Bd. 35). Böhlau, Weimar 1992, ISBN 3-7400-0809-1.
- Hansische Arbeitsgemeinschaft 1955 bis 1990. Reminiszenzen und Analysen. Porta-Alba-Verlag, Trier 2011, ISBN 978-3-933701-41-1.
- Existenz zwischen den Fronten. Analytische Memoiren oder Report zur Weltanschauung und geistig-politischen Einstellung. Leipziger Universitäts-Verlag, Leipzig 2011, ISBN 978-3-86583-535-2.